# Phrynarachne olivacea
Phrynarachne olivacea är en spindelart som beskrevs av Jean-François Jézéquel 1964. Phrynarachne olivacea ingår i släktet Phrynarachne och familjen krabbspindlar.
Artens utbredningsområde är Elfenbenskusten. Inga underarter finns listade i Catalogue of Life.